# Darmstädter Hof
Der Darmstädter Hof ist ein Gasthaus und Hotel in Darmstadt-Eberstadt. Aus architektonischen und stadtgeschichtlichen Gründen ist das Bauwerk ein Kulturdenkmal.

## Geschichte und Beschreibung
Der Darmstädter Hof ist ein altes historisches Gasthaus in der Heidelberger Landstraße.
Das zweigeschossige Fachwerkgebäude besitzt ein massives Erdgeschoss, Stichbogenfenster in beiden Geschossen, einen Kellereingang mit einer alten Holztür und schmiedeeisernen Beschlägen; datiert auf das Jahr 1802 sowie einen Sandsteinsturz über der Eingangstür mit dem Signet H.P.E.B. 1802.